# Motorrad-Europameisterschaft 1928
Die Titel der Motorrad-Europameisterschaft 1928 wurden beim V. Großen Preis der F.I.C.M. vergeben, der am 28. und 29. Juli 1928 in Genf (Schweiz) im Rahmen des V. Großen Preises der Schweiz auf dem Circuit de Meyrin ausgetragen wurde.
Der Große Preis von Europa fand erstmals im Rahmen des Grand Prix der Schweiz statt. Da bei diesem Großen Preis traditionell auch Rennen für Gespanne ausgetragen wurden, vergab die F.I.C.M. erstmals auch EM-Titel in diesen Klassen.

## Rennverläufe
In der erstmals ausgetragenen 125-cm³-Klasse siegte der Einheimische Paul Lehmann auf Moser vor seinem Landsmann und Markenkollegen Brehm. Dritter wurde der aufstrebende, erst 23 Jahre alte Italiener Omobono Tenni.
Bei den 175ern gab es einen italienischen Doppelsieg durch Alfredo Panella (Ladetto-Blatto) und Riccardo Brusi (Benelli).
In der Viertelliterklasse verteidigte der Brite Cecil Ashby auf OK-Supreme seinen im Vorjahr in Deutschland gewonnenen Titel.
Bei den 350ern gewann der 26-jährige Brite Wal Handley auf dem Schweizer Fabrikat Motosacoche vor Jimmie Guthrie auf Norton und dem Einheimischen Bruno Martinelli, ebenfalls auf Motosacoche.
Im Rennen der Halbliterklasse siegte Handley ebenfalls, diesmal vor den Rudge-Piloten Ernie Nott und Graham Walker. Handley war damit der erste Fahrer in der Geschichte der Motorrad-EM, dem es gelang, in einem Jahr zwei Titel zu gewinnen.
Beim 350-cm³-Gespann-Rennen, bei dem nur zwei Fahrzeuge das Ziel erreichten, siegte Syd Crabtree auf Excelsior. Bei den 600ern gewann der Schweizer Edgar d’Eternod auf Sunbeam. Im Lauf der 1000-cm³-Seitenwagen erreichte kein Gespann das Ziel.

## Rennergebnisse
| Klasse              | Sieger                                | Zweiter                                | Dritter                               |
| ------------------- | ------------------------------------- | -------------------------------------- | ------------------------------------- |
| 125 cm³             | Paul Lehmann (Moser)                  | W. Brehm (Moser)                       | Omobono Tenni (G.D.)                  |
| 175 cm³             | Alfredo Panella (Ladetto-Blatto)      | Riccardo Brusi (Benelli)               | Albert Sourdot (Monet et Goyon)       |
| 250 cm³             | Cecil Ashby (OK-Supreme)              | Jock Porter (New Gerrard)              | Orlindo Geisler (Moto Guzzi)          |
| 350 cm³             | Wal Handley (Motosacoche)             | Jimmie Guthrie (Norton)                | Bruno Martinelli (Motosacoche)        |
| 500 cm³             | Wal Handley (A.J.S.)                  | Ernie Nott (Rudge)                     | Graham Walker (Rudge)                 |
| Gespanne (350 cm³)  | Syd Crabtree / unbekannt (Excelsior)  | E. Pfister / unbekannt (Royal Enfield) | nur zwei Gespanne erreichten das Ziel |
| Gespanne (600 cm³)  | Edgar d’Eternod / unbekannt (Sunbeam) | Ernie Nott / unbekannt (Rudge)         | Hans Stärkle / Cilly Stärkle (Scott)  |
| Gespanne (1000 cm³) | kein Gespann erreichte das Ziel       | kein Gespann erreichte das Ziel        | kein Gespann erreichte das Ziel       |